# IC 4212
IC 4212 ist eine Balken-Spiralgalaxie vom Hubble-Typ SBc im Sternbild Jungfrau auf der Ekliptik. Sie ist rund 62 Millionen Lichtjahre von der Milchstraße entfernt und hat einen Durchmesser von etwa 45.000 Lichtjahren.

Im selben Himmelsareal befinden sich u. a. die Galaxien NGC 4981 und IC 4209.
Das Objekt wurde im Juli 1899 von DeLisle Stewart entdeckt.